# کارمانوویتسه
کارمانوویتسه (به لهستانی:  Karmanowice) یک روستا در لهستان است که در گمینا وانوولنگتسا واقع شده‌است.